# Hasta siempre, comandante

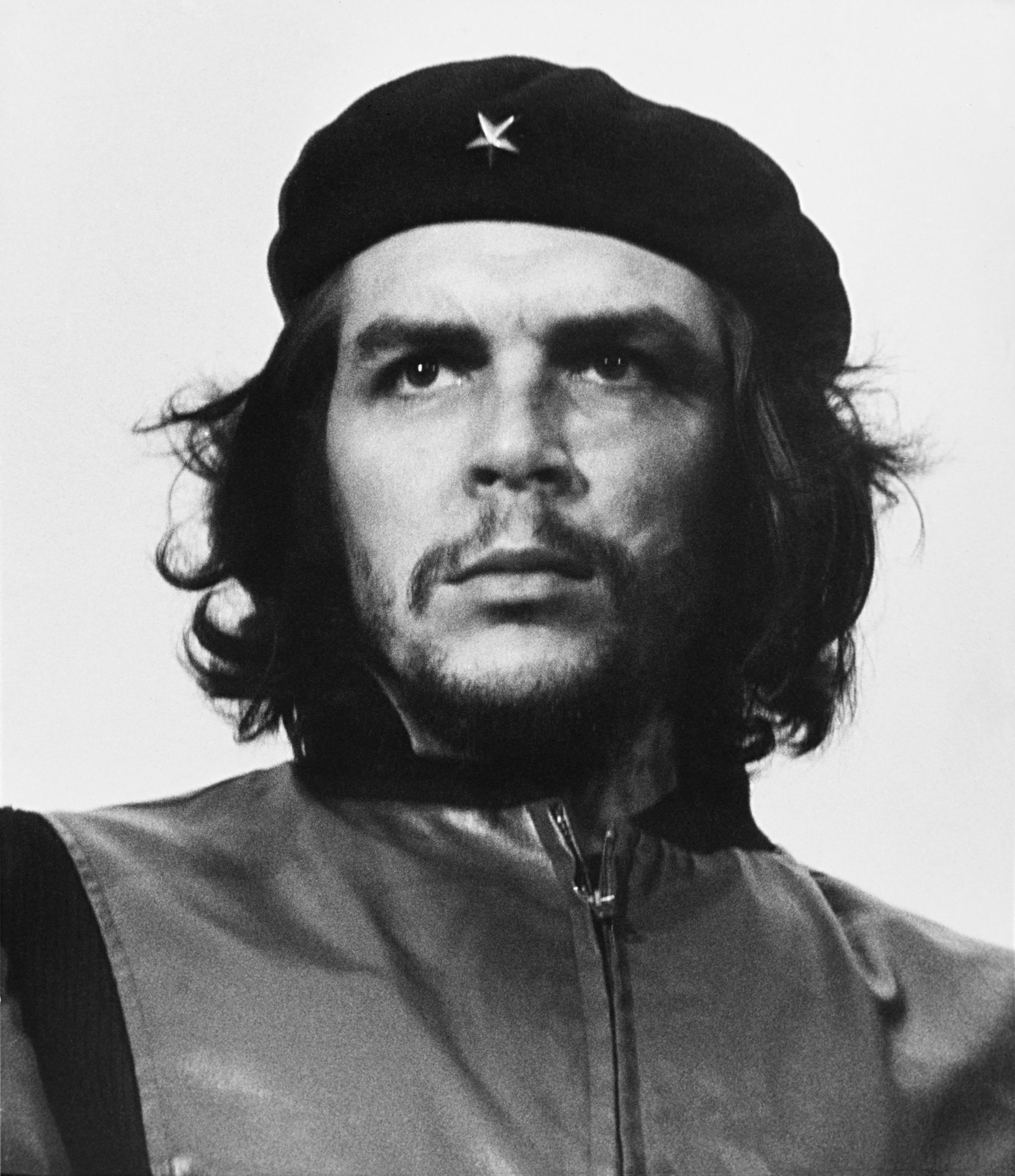
Ernesto Che Guevara

„Hasta Siempre, Comandante“ oder auch „Hasta Siempre“ (span. für: Bis in die Ewigkeit, Kommandant) ist ein Lied des kubanischen Komponisten Carlos Puebla aus dem Jahr 1965. Der Liedtext ist eine Antwort auf einen möglicherweise von Che Guevara verfassten Abschiedsbrief.

## Entstehungsgeschichte
Im April 1965 verließ Che Guevara Kuba und ging in den Kongo, um zunächst dort und dann in Bolivien den Befreiungskampf  voranzutreiben. Er kehrte nicht lebend nach Kuba zurück. Am 3. Oktober 1965 ließ Fidel Castro einen angeblich von Che Guevara verfassten Abschiedsbrief an ihn und das kubanische Volk verlesen. „Hasta Siempre, Comandante“ war die musikalische Antwort Carlos Pueblas auf diesen Brief.

## Text
Der Titel des Liedes zitiert das bekannte Motto Guevaras „¡Hasta la victoria siempre!“ („Immer bis zum Sieg!“). Pueblas Text erzählt die wichtigsten Momente der kubanischen Revolution und von Che Guevaras Rolle als revolutionärem Kommandanten.

### Originaltext
Aprendimos a quererte
desde la histórica altura
donde el sol de tu bravura
le puso cerco a la muerte.
Refrain:
Aquí se queda la clara,
la entrañable transparencia,
de tu querida presencia,
Comandante Che Guevara.
Tu mano gloriosa y fuerte
sobre la Historia dispara
cuando todo Santa Clara
se despierta para verte.
[Refrain]
Vienes quemando la brisa
con soles de primavera
para plantar la bandera
con la luz de tu sonrisa.
[Refrain]
Tu amor revolucionario
te conduce a nueva empresa
donde esperan la firmeza
de tu brazo libertario.
[Refrain]
Seguiremos adelante,
como junto a tí seguimos,
y con Fidel te decimos :
«¡Hasta siempre, Comandante!»

## Coverversionen
Es gibt mehr als 200 Coverversionen des Liedes. U.a. von: Robert Wyatt, Silvio Rodríguez, Maria Farantouri, Wolf Biermann (auf Deutsch), George Dalaras, Jan Garbarek (Witchi-Tai-To), Giovanni Mirabassi und Al Di Meola, Nathalie Cardone, Mohsen Namjoo (auf Persisch), Boikot und   Enrique Bunbury. Hierunter gibt es auch Che-Guevara-kritische Versionen wie z. B. El Chacal von Jose Conde und Ola Fresca.